# San Francisco Ballet

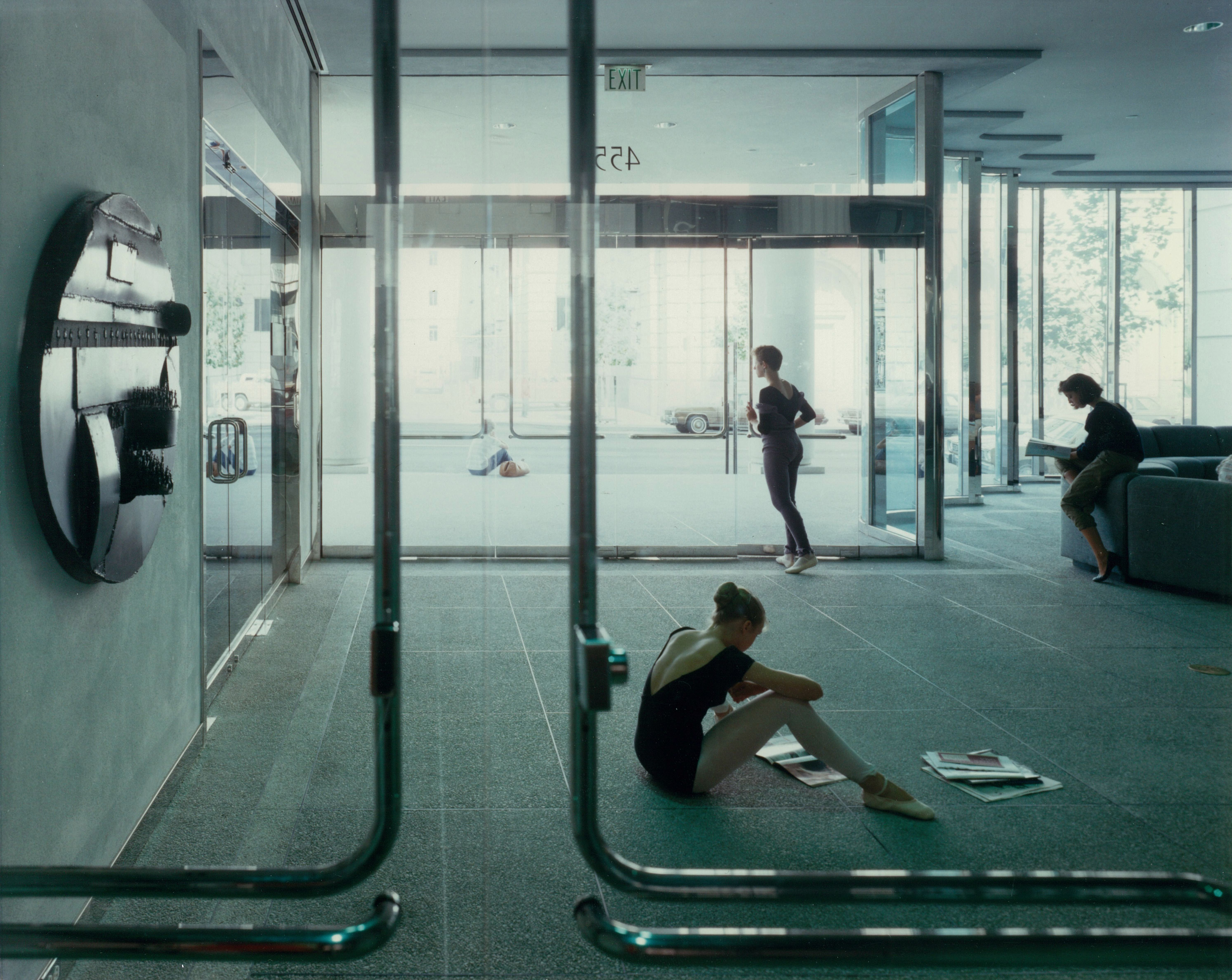
San Francisco ballet 1984-12-30

Le San Francisco Ballet, parfois abrégé SFB, est une compagnie de danse située à San Francisco, aux États-Unis, créée en 1933 dans le cadre du San Francisco Opera Ballet.

## Historique
Dès ses débuts, les plus grands ballets sont interprétés par la compagnie : Coppélia, Le Lac des cygnes, Casse-noisette, etc.
Les frères Christensen (Willam, Harold et Lew) eurent pendant de nombreuses années un rôle dirigeant dans la compagnie.
Une école de danse, la San Francisco Ballet School, fait partie intégrante de l'institution depuis sa création en 1933. Ce n'est pourtant qu'en 1938 qu'elle obtient ses premiers instants de renommée. Harold Christensen resta plus de 33 ans à la tête de celle-ci.
C'est en 1942 que le San Francisco Ballet se sépare complètement du San Francisco Opera pour devenir une compagnie indépendante. Elle devient la compagnie résidente du San Francisco War Memorial Opera House en 1972, lieu qu'elle occupe toujours de nos jours pour ses spectacles.
Son directeur artistique  ainsi que de l'école de ballet est Helgi Tomasson, de 1985 à 2022,. Tamara Rojo lui succède.

## Directeurs artistiques successifs
- 1933-1942 : Adolph Bolm
- 1942-1952 : Willam Christensen
- 1952-1973 : Lew Christensen
- 1973-1985 : Michael Smuin
- 1985 : Helgi Tomasson